# Nils Molin
Nils Rikard Molin, född den 7 februari 1892 i Göteborg, död där den 1 september 1967, var en svensk biblioteksman. Han var gift med Anna Röding och far till Björn Molin.
Molin avlade studentexamen 1911 och filosofie kandidatexamen vid Göteborgs högskola 1915. Han blev extra ordinarie amanuens vid Göteborgs stadsbibliotek 1918. Efter att ha avlagt filosofie licentiatexamen 1924 blev Molin 2:e bibliotekarie 1930 och filosofie doktor 1931. Han var 1:e bibliotekarie 1940–1957. Molin invaldes som ledamot av Vetenskaps- och Vitterhetssamhället i Göteborg 1951. Han var riddare av Nordstjärneorden. Makarna Molin är begravna på Östra kyrkogården i Göteborg.